# سریا (شهر)
سُریا (اسپانیایی: Soria) مرکز استان سُریای اسپانیا است. جمعیت آن ۳۸٬۰۰۴ نفر و مساحتش ۵۵ کیلومتر مربع است.